# Wólka Szczycieńska
Wólka Szczycieńska (niem. Lentzienen) – część wsi Siódmak w Polsce położona w województwie warmińsko-mazurskim, w powiecie szczycieńskim, w gminie Szczytno.
W latach 1975–1998 miejscowość administracyjnie należała do województwa olsztyńskiego.